# Јоахим фон Рибентроп
Улрих Фридрих Вилхелм Јоахим (фон) Рибентроп (Везел, 30. април 1893 — Нирнберг, 16. октобар 1946) био је нацистички политичар и министар спољних послова Трећег рајха.
Рођен је у Везелу, на Валпургијску ноћ. Ванредно је образован у приватним школама Немачке и Швајцарске. Течно је говорио енглески и француски језик. Од 1910. до 1914. године радио је у Канади као увозник немачких вина. Учествује у Првом светском рату, добија чин поручника и орден Гвоздени крст. Био је пријатељ са Францом фон Папеном. Оженио се у јулу 1920. У браку је имао петоро деце. Пре рата је наводно имао аферу са Волис Симпсон.
Током Вајмарске републике није имао антисемитске предрасуде. У мају 1932. приступа нацистима и постаје ватрени антисемита. Гебелс га није волео јер се касно придружио странци, а у лошим односима је био и са Химлером. 4. фебруара 1938. постаје министар спољних послова. Титулу „фон“ добио је наговоривши своју тетку да га усвоји.
Предвидео је настанак Гвоздене завесе и Хладног рата. Ухапшен је 14. јуна 1945. Суђено му је на Нирнбершком процесу. Проглашен је кривим, осуђен на смрт и први обешен 16. октобра 1946. Први је требало да буде Геринг, али је он извршио самоубиство у ћелији. Последње речи биле су му: „Бог чува Немачку“. Чак и на суђењу и у ћелији, није одустајао од верности Хитлеру. Седео је слева Хесу, па су га он и Геринг прекинули у његовој завршној речи. Наследник му је био Артур Зајс-Инкарт.